# Basse vallée de l'Aouache
Pour les articles homonymes, voir Awash (homonymie).
La basse vallée de l'Aouache ou basse vallée de l'Awash est un site de la dépression de l'Afar, en Éthiopie, où s'écoule la rivière Awash. Inscrit sur la liste du patrimoine mondial de l'UNESCO, c'est là que furent découverts les restes fossiles de Lucy.